# Yoana
Yoana est une localité située dans le département de Kona de la province du Mouhoun dans la région de la Boucle du Mouhoun au Burkina Faso.

## Géographie
Yoana (Yoana) est un lieu habité (class P - des lieux habités) en Mouhoun (Burkina Faso (general)), Burkina Faso (Africa), ayant le code de région Africa/Middle East. Yoana est situé à 287 mètres d'altitude et la population s'élève à 6 525 habitants.
Yoana est aussi connu comme Yoana, Yona.
Les coordonnées géographiques sont 12° 06′ 00″ N, 3° 22′ 60″ O. La position UTM est VU53 et la référence Joint Operation Graphics est ND30-14.

## Histoire
Au Burkina Faso, les Marka (Dafing) se rencontrent dans la partie Ouest dans les Provinces du Mouhoun (Dédougou), des Balés (Boromo), du Sourou (Tougan), de la Kossi (Nouna), du Banwa (Solenzo), du Nayala (Toma) avec l’extension dans la Province du Tuy (Houndé) et du Houet (Bobo-Dioulasso).
On fait une petite différence entre les Marka qui sont en général animistes et les Dafing, sous-groupe Marka islamisé qui s’intègre très facilement aux populations d’accueil au cours de leurs migrations.
Le mot « Da-fing » veut dire en Marka « Bouche noir », allusion aux scarafications labiales noires que pratiquaient les femmes de cette ethnie. Les Marka (Dafing) ont leur langage propre. Cepenadent en plus de leur dialecte, presque tous parlent le Dioula communément parlé dans tout l’Ouest du Burkina Faso.

## Démographie
| 2003 | 2006 | 2012 |
| ---- | ---- | ---- |
| 568  | 730  | -    |

 le village est habité par les dafings(maraka) qui ont pour nom de famille : YEDAN, qui sont les autochtones a proprement dit, et les bouaba QUI ont pour nom de famille BAHIÉ et YE.
- La population est vieillissante.

## Économie
les populations de yoana vivent des travaux champêtres, l'élevage et le commerce.
Ils cultivent beaucoup le mil, le maïs et le coton.

## Éducation et santé
Le centre de soins le plus proche de Yoana est le centre de santé et de promotion sociale (CSPS) de Kona tandis que le centre hospitalier régional (CHR) se trouve à Dédougou.Il existe une école primaire de 6 classes.